# 나노와이어

나노선(nanowire) MOSFET에서 반전(inversion) 채널(전자밀도)의 형성과 문턱 전압의 달성(IV)에 대한 시뮬레이션 결과. 이 소자의 문턱 접압은 0.45V 근처이다.[https://web.archive.org/web/20110105120134/http://nanohub.org/resources/omenwire

나노와이어(나노끈)는 나노미터 단위의 크기를 가지는 와이어 구조체를 말한다. 대체로 10 nm 미만의 지름을 가지는 것에서부터 수백 nm 지름의 나노와이어를 포함해서 일컬으며, 길이 방향으로는 특별히 크기의 제한이 없다. 극미세 세계에서는 양자역학효과의 영향이 지배적이므로, 이러한 와이어 구조체를 양자와이어라고 부르기도 한다. 금속성(Ni, Pt, Au 등)과 반도체(Si, InP, GaN, ZnO 등), 절연성(SiO2, TiO2 등)의 많은 종류의 나노와이어가 존재한다.
이러한 나노와이어를 초미세/고효율 전자기계부품으로 활용하기 위해 세계 각국의 여러기관에서 연구개발이 왕성하게 진행 중이다.

## 같이 보기
- 태양 전지